# خذروفة
خُذْرُوفَة (الاسم العلمي: Magnaporthe)، جنس من الفطريات الزقية. العديد من أنواعه هي من مسببات أمراض الحبوب. هناك خمسة أنواع في الجنس شائعة. من أنواعها: خذروفة الأرز.